# Václav Machek (kerékpárversenyző)
Václav Machek (Starý Mateřov, 1925. december 27. – 2017. november 1.) olimpiai ezüstérmes cseh kerékpárversenyző.

## Pályafutása
Az 1956-os melbourne-i olimpián kétüléses (tandem) versenyszámban Ladislav Foučekkel ezüstérmet szerzett.

## Sikerei, díjai
- Olimpiai játékok – kétüléses
  - ezüstérmes: 1956, Melbourne